# نرم‌افزار مدیریت پروژه

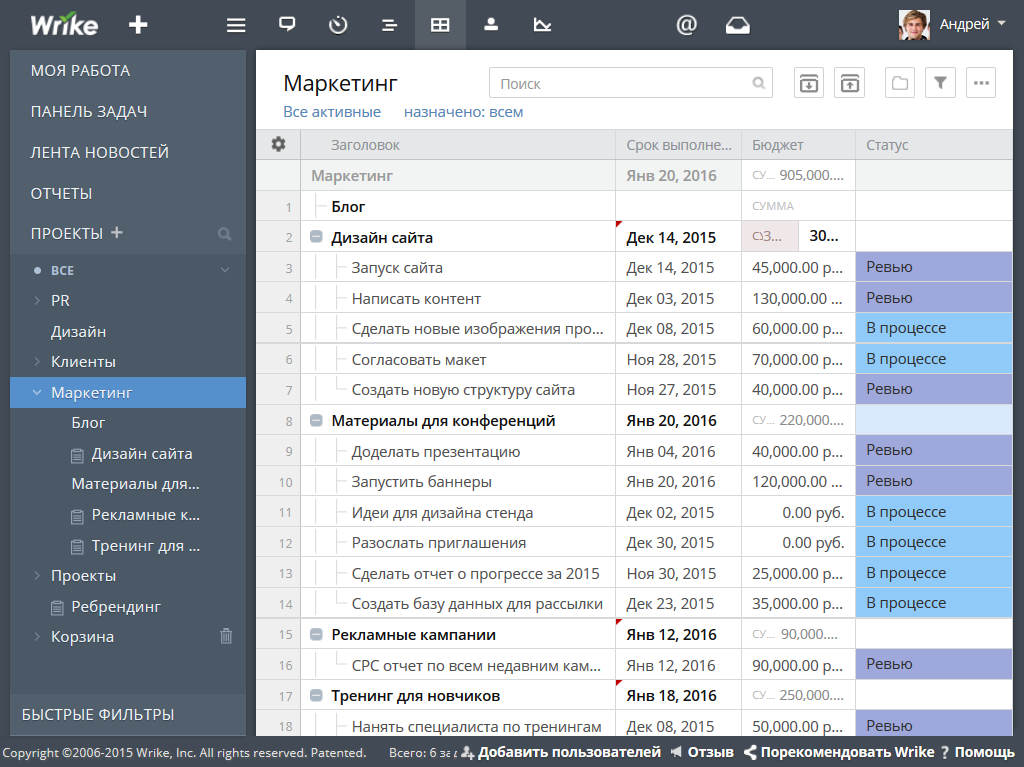
محیط نرم‌افزار مدیریت پروژه

نرم‌افزار مدیریت پروژه (Project Management Software) عبارتی است که انواع گوناگونی از نرم‌افزارها را شامل می‌شود از جمله تخمین زدن، طرح ریزی، زمان بندی، کنترل هزینه، مدیریّت بودجه، تخصیص منابع، نرم‌افزارهای ارتباطی و همکاری، مدیریت کیفیت، مستند سازی و سیستم‌های مدیریتی  که همگی با پروژه‌های بزرگ و پیچیده سروکار دارند. این نرم‌افزارها می‌توانند جنبه عملیاتی را برای سطوح عملیاتی سازمان‌ها و جنبه اطلاعاتی را برای سطوح مدیران ارشد و میانی سازمان‌ها داشته باشند. مانند نرم‌افزارهای مربوط به سیستم اطلاعات مدیریت پروژه‌ها. این نرم‌افزارها شامل گانت چارت نمودار گانت می‌شوند که می‌توان با آن نشان داد چه زمانی یک کار شروع شده و در چه زمانی پایان می‌یابد.

## امکانات

### زمان‌بندی
یکی از مهم‌ترین اهداف، این نرم‌افزارها زمان بندی رویدادها و فعالیت‌ها است.

### گردآوری اطلاعات
این گونه نرم‌افزارها با گرفتن ورودی می‌توانند اطلاعاتی را در مورد افراد و ذی‌نفعان مختلف فراهم سازند که با استفاده از این اطلاعات می‌توان میزان تلاش مورد نیاز برای به پایان رساندن پروژه را تعیین و تصدیق کرد. برخی از این ورودی‌ها عبارتند از:
1. لیست وظایف افراد و زمان بندی تخصیص یافته برای منابع
2. نمایی از اینکه چه مدت طول می‌کشد تا یک فعالیت کامل شود
3. اطلاعاتی در مورد حجم کار، برای طرح ریزی تعطیلات
4. مدارک و گواهی‌ها
5. اطلاعاتی تاریخی در مورد نحوهٔ پیشرفت پروژه، مخصوصاً رابطه انجام شده در واقعیت با آنچه طرح ریزی شده
6. استفاده بهینه از منابع محدود
7. پشتیبانی مالی
8. نوع بنایی که ساخته شده، مثلاً مدرسه، خانه، دانشکده، مغازه و غیره

## نحوه‌های استفاده از نرم‌افزار مدیریت پروژه

### بر روی سیستم رومیزی
نرم‌افزارهای مدیریت پروژه می‌تواند به عنوان یک برنامه برای کاربر بر روی سیستم رومیزی (Desktop Computer) اجرا شوند. که به تبعش نیاز به کارهای گرافیکی و ساخت رابط کاربری می‌باشد. نرم‌افزارهای دسکتاپ معمولاً داده هایشان را بر روی فایل ذخیره می‌کنند البته اکثراً می‌توانند داده هایشان را با دیگر کاربرها به اشتراک گذارند یا آن‌ها را در یک دیتابیس مرکزی ذخیره کنند. هرچند که یک طرح پروژهٔ ذخیره شده در فایل میتوند در شبکه بین کاربران به اشتراک گذاشته شود اما در آن واحد فقط یک کاربر می‌تواند به آن دسترسی داشته باشد.
به عنوان نمونه‌هایی از نرم‌افزارهای رومیزی مدیریت پروژه می‌توان ام‌اس پروجکت و پریماورا را نام برد.

### تحت وب
نرم‌افزارهای مدیریت پروژه می‌توانند تحت وب به عنوان یک برنامه کاربردی وب پیاده‌سازی شوند. و می‌توان با یک مرورگر وب از طریق اینترانت یا اکسترانت به آن‌ها دسترسی داشت.

#### برخی از مزایا و معایب نرم‌افزارهای تحت وب
- بدون نیاز به نصب نرم‌افزار از هر کامپیوتری قابل دسترسی است.
- کنترل دسترسی آسان
- ذاتا چند کاربره‌است.
- نیاز است فقط یک نرم‌افزار نصب و پشتیبانی شود
- مرکز دادهٔ مرکزی دارند
- معمولاً از نرم‌افزارهای دسکتاپ کند ترند.
- وقتی کاربر یا سرور آفلاین است اطلاعات پروژه در دسترس نمی‌باشد (نیاز است تا آنلاین باشید).
- راه حلی وجود دارد که به کاربر اجازه می‌دهد در زمانی که می‌خواهد آفلاین شود یک کپی از داده‌ها را داشته باشد.

### شخصی
این گونه نوعی از نرم‌افزارهای مدیریت پروژه‌ است که در خانه و معمولاً برای مدیریت روند زندگی و امور خانه (پروژه‌های خانگی) به کار برده می‌شود. اگر چه نسبت به سیستم‌های تک کاربره محیط کاربری ساده‌تری دارند ولی شباهت‌های قابل ملاحظه‌ای نیز دارند.

### تک‌کاربره
یک سیستم تک کاربره در زمان برنامه‌نویسی بر این اساس ساخته می‌شود که در یک لحظه فقط یک کاربر می‌تواند و نیاز است که بتواند پروژه را ویرایش کند. این در کمپانی‌های کوچک یا در جایی که تعداد کمی از افراد به روش بالا به پایین روی طرح ریزی پروژه مشارکت دارند به کار می‌رود. نرم‌افزارهای رومیزی عمدتا در این گروه قرار می‌گیرند.

### جمعی
یک سیستم جمعی طراحی می‌شود تا چندین کاربر بتوانند به صورت هم‌زمان بخش‌های مختلف یک طرح را تغییر دهند. مثلاً برای به روز رسانی حوزه‌ها افراد شخصا مسئول یکپارچگی چیزی هستند که درسراسر پروژه تخمین زده‌اند. ابزارهای مبتنی بر وب، از جمله اکسترانت اساساً در این گروه قرار می‌گیرند. اما محدودیت‌هایی دارند. از جمله این که کاربر بایستی برای استفاده از نرم‌افزار به اینترنت دسترسی داشته باشد. برای گذر از این محدودیت برخی از ابزارهای نرم‌افزارها از معماری client-server استفاده می‌کنند و یک نسخه برای کاربر که بر روی کامپیوتر رومیزی وی اجرا می‌شود را فراهم می‌سازند تا اطلاعات پروژه و وظایف را در اختیار دیگر اعضای تیم پروژه قرار دهد. البته این کار از طریق یک سرور مرکزی و زمانی انجام می‌شود که کاربر به شبکه وصل می‌شود.
برخی از ابزارها به اعضای تیم پروژه اجازه می‌دهد تا در زمانی در شبکه نیستند اطلاعات زمان بندی کارها را تهیه و تنظیم کنند (البته اطلاعات دیگر اعضا ‘فقط خواندنی’ است). زمانی که دو باره به دیتا بیس متصل می‌شود همهٔ تغییرات با زمان بندی‌های دیگر همگام(synchronized) می‌شود.

### جامع/یکپارچه
یک سیستم یکپارچه مدیریت و طرح ریزی پروژه را با توجه به همهٔ جنبه‌های حیات کمپانی ترکیب می‌کند. برای مثال خطا در یک پروژه می‌تواند پیامدهایی بر دیگر پروژه‌ها داشته باشد، لیست مشتریان یک پروژه تبدیل به یک مدل ‘مدیریت ارتباطات مشتری’  می‌شود و هر شخص در طرح پروژه لیست کارها، تقویم و پیام‌های خودش را دارد که به صورت تابعی به پروژه شان متصل است.
مثلاً ابزارهای تخصصی ای مثل SourceForge نرم‌افزارهای مدیریت پروژه را با یک نرم‌افزار سورس کنترل (CVS) و نرم‌افزار  bug-tracking یکپارچه می‌کنند. به‌طوری‌که هر قسمت از اطلاعات در یک سیستم مشابهش یکپارچه‌سازی شود.
در نرم‌افزار مدیریت پروژه، مدیر سیستم می‌تواند پروژه‌هایی را تعریف کند و کاربران مختلف را در یک تیم منسجم به کار گیرد. لفظ "پروژه" قابل تعمیم به هر فعالیتی است که در سازمان باید توسط کارمندان انجام و توسط مدیر کنترل شود.

### ابزارهای غیر تخصصی (Non-specialized Software)
از آنجایی که نرم‌افزارهای تخصصی ممکن است متداول باشند و به وفور توسط هر فروشنده ترفیع و ترویج یابند، ولی رنج عظیمی از ابزارهای نرم‌افزاری (و
غیر نرم‌افزاری) برای طرح ریزی و زمان بندی پروژه‌ها به کار می‌روند.
- نرم‌افزارهای سالنامه‌ای (Calendaring Software)

نرم‌افزارهای سالنامه‌ای (Calendaring Software)می‌توانند به آسانی مانند یک نرم‌افزار تخصصی کار زمان بندی را انجام دهند.
- صفحه گسترها (Spreadsheets)

صفحه گسترها (Spreadsheets) واقعا همه‌کاره‌اند و می‌توانند برای برآورد چیزهایی به کار آیند که طراح نمی‌تواند آن‌ها را پیش‌بینی کند.

## انتقاداتی از نرم‌افزارهای مدیریت پروژه
موارد زیر ممکن است به‌طور کلی، یا در محصولات خاص، یا به برخی از توابع خاص در داخل محصولات صدق کنند:
- ممکن است برای تمام پروژه‌ها مناسب نباشند
- ممکن است با نوع راه کار مدیریت پروژه در تناقض باشند. به عنوان مثال، سنتی (به عنوان مثال Waterfall ) در مقابل چابک (به عنوان مثال Scrum).
- بر روی فاز برنامه‌ریزی تمرکز می‌کند و قابلیت‌های کافی برای ردیابی پروژه، کنترل و به ویژه طرح تعدیل ارائه نمی‌دهد.
- تمایز آشکاری بین فاز برنامه‌ریزی و بعد از مرحله برنامه‌ریزی قائل نمی‌شود، و اگر نرم‌افزار رفتار که انتظار می‌رود را نداشته باشد باعث می‌شود کاربر سردرگم و نا امید شود.
- ویژگی‌های پیچیده‌ای را برای ارضای نیاز مدیریت پروژه و زمان بندی حرفه‌ای پروژه ارائه می‌دهد که می‌بایستی برای استفادهٔ مؤثر از نرم‌افزار یاد گرفته شوند. ویژگی‌های اضافی ممکن است آنقدر پیچیده باشند که هیچ کسی نتواند آن‌ها را به کار گیرد.
- برخی افراد ممکن است با استفاده از روش ساده‌تر، (به عنوان مثال قلم و کاغذ) به نتایج بهتری دست یابند.
- مشابه پاورپوینت، نرم‌افزار مدیریت پروژه ممکن است باعث شود که مدیر از تماس با افراد مهم سر باز زند.
- انواع جدیدی از نرم‌افزار در حال به چالش کشیدن تعریف سنتی مدیریت پروژه هستند. اغلب، کاربران نرم‌افزار مدیریت پروژه در واقع یک پروژه گسسته را مدیریت نمی‌کنند. به عنوان مثال، مدیریت بازاریابی مستمر برای محصول در حال حاضر منتشر شده «پروژه» در مفهوم سنتی از این واژه نمی‌باشد و آن دربرگیرنده مدیریت منابع گسسته‌ای از کار بر روی چیزی با یک شروع / پایان گسسته نیست.
- وقتی چندین پروژهٔ بزرگ وجود دارد، نرم‌افزارهای مدیریت پروژه می‌توانند بسیار مهم باشند. با این وجود از آنجایی که یک نرم‌افزار مدیریتی سربار زمانی زیادی نسبت به زمان مفید دارد احتمالا برای یک پروژهٔ کوچک به کار برده نشود.نرم افزارهای جدید مدل‌سازی اطلاعات ساختمان BIM امروزه کمک بسزایی در تحول در مدیریت پروژه و اجرای پروژه کرده‌اند و توسعه دهندگان نرم افزار رو به طراحی نرم افزارهای جدید با هسته کاملاً متفاوت و مبتنی بر فلسفه مدل‌سازی اطلاعات ساختمان کرده‌است که ازجمله این نرم افزارها می‌توان به نرم افزار رویت Revit اشاره نمود.[۲]

## انتخاب راهکار مناسب
اینکه PMO شما در حال حاضر چه فرآیندهایی را در حوزه مدیریت پروژه جاری ساخته است و اینکه اساساً فرآیندهای مدیریت پروژه به چه میزان با سایر فرآیندهای کلیدی سازمان در هم تنیده است، عامل بسیار مهمی در استقرار PMIS است. در این مورد به خصوص سازمان دو راه در پیش دارد: یا اینکه فرآیندهای خود را بر اساس فرآیندهای یک سامانه مدیریت پروژه که best practice‌ها در خود جای داده تغییر دهد و به عبارتی دست به مهندسی مجدد فرآیندهای خود بزند و یا ابزاری را انتخاب کند که بتواند را در عین دارا بودن best practiceها، امکان سازگار سازی با فرآیندهای داخلی سازمان را نیز داشته باشد.

## معرفی برخی از نرم افزار های مدیریت پروژه
- Mcrosoft Project
- Primavera p6
- instagantt
- clockify
- Click Up